# Onthophagus pedester
Onthophagus pedester é uma espécie de inseto do género Onthophagus, família Scarabaeidae, ordem Coleoptera.
Foi descrita cientificamente por Howden & Génier em 2004.